# Microsoft Translator

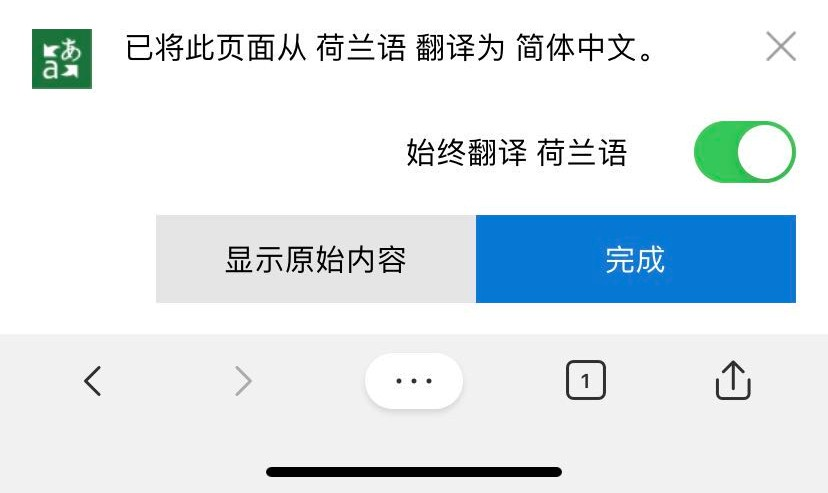
Microsoft Translator / Traductor de Microsoft

Microsoft Translator o Microsoft Traductor es un servicio de traducción automática estadística multilingüe en la nube proporcionado por Microsoft. La API de Microsoft Traductor se integra a través de múltiples productos de consumo, de desarrollo y de empresa, incluyendo Bing, Microsoft Office, SharePoint, Microsoft Lync, Yammer, Skype Translator, Visual Studio, Internet Explorer, y aplicaciones de Microsoft Traductor para Windows, iPhone, Apple Watch, Android, Android Wear y Amazon Store. La aplicación era compatible con Windows 10 Mobile hasta comienzos de abril de 2019.
Microsoft Traductor también ofrece traducción de textos y de voz a través de una API en la nube como servicio para las empresas. El servicio de traducción de texto varía de un nivel gratuito que soporta dos millones de caracteres por mes a los niveles de pago que soportan miles de millones de caracteres por mes. La API de traducción de voz, publicada en marzo de 2016, se ofrece en función de la duración de audio y va de niveles gratuitos de 2 horas al mes hasta niveles de pago de hasta 100 horas al mes.
Al mes de mayo de 2025, el servicio es compatible con 103 idiomas y variantes de idiomas. También es compatible con 8 sistemas de traducción del habla que actualmente hacen funcionar el Skype Translator y Skype para el Escritorio de Windows, y las aplicaciones de Microsoft Traductor para iOS y Android.

## Desarrollo

### Historia
La primera versión del sistema de traducción automática de Microsoft fue desarrollada entre 1999 y 2000 dentro de Microsoft Research. Este sistema se basaba en estructuras semánticas predicado-argumento  conocidas como formas lógicas (LF), y se conformó a partir de la aplicación de corrección gramática desarrollada para Microsoft Word. Este sistema fue finalmente utilizado para traducir la totalidad de Microsoft Knowledge Base en español, francés, alemán y japonés.
El enfoque de Microsoft a la traducción automática, como la mayoría de los sistemas actuales de traducción automática modernos, es «impulsado por los datos» —en lugar de depender de la escritura de reglas explícitas para traducir textos en lengua natural, los algoritmos están capacitados para comprender e interpretar  textos paralelos traducidos, que le permite aprender automáticamente cómo traducir un nuevo texto en lengua natural. La experiencia de Microsoft con el sistema LF condujo directamente a un sistema de traducción en árbol que simplificó el sistema de formas lógicas LF a árboles de dependencias y, finalmente, a un modelo ordenado de plantilla que dio lugar a mejoras significativas en la velocidad y en la incorporación de nuevos idiomas de destino.
La página web de traducción enfocada al consumidor conocida como Bing Translator (anteriormente conocida como Windows Live Translator) fue lanzada en 2007 y proporciona traducciones gratuitas de texto y de sitios web. El texto se traduce directamente en la página de Bing Translator, mientras que los sitios web se traducen a través de las herramientas del Bilingual Viewer.
En 2011, el servicio se amplió para incluir numerosos productos de Microsoft Traductor a través de una API, localizada en la nube, que es compatible con los productos disponibles tanto para clientes como para empresas usuarias. Un servicio de traducción de voz adicional fue introducido en marzo de 2016.

### Metodología de la traducción e investigación
Microsoft Traductor utiliza la traducción automática estadística para crear traducciones instantáneas de un lenguaje natural a otro. Este sistema se basa en cuatro áreas distintas de la investigación del aprendizaje por ordenador, detalladas a continuación.
| Tipo de aprendizaje    | Impacto en la traducción |
| ---------------------- | --- |
| SMT Basado en sintaxis | La traducción basada en sintaxis consiste en la idea de traducir unidades sintácticas, en lugar de una sola palabra o una cadena de palabras. Microsoft ha utilizado la SMT basada en sintaxis para traducir gran parte de sus textos relacionados con la informática, del inglés a múltiples idiomas. La investigación en curso en este campo ha producido mejoras en las inflexiones de las palabras y en el orden de las palabras.     |
| SMT basada en frases   | En la SMT basada en frases, la máquina aprende correspondencia entre idiomas a través de textos paralelos sin la ayuda de conocimientos lingüísticos. Esto produce mejores traducciones en menos tiempo que otros sistemas. |
| Alineación de palabras | Los sistemas SMT se basan en datos traducidos existentes para aprender a traducir automáticamente de un idioma a otro. Para formar a los sistemas, la identificación de las correspondencias de palabras (o alineaciones de palabras) es crucial. Microsoft ha trabajado, en enfoques tanto discriminatorios como generativos, sobre la alineación de palabras, lo que resulta en algoritmos más rápidos y traducciones de mayor calidad. |
| Modelado del Lenguaje  | El Modelado del Lenguaje utiliza modelos de n-gramas para construir traducciones comprensibles en el idioma de destino. Esto asegura que la traducción es fluida y fácil de leer. |

### Precisión
La calidad de los resultados de la traducción automática de Microsoft Traductor se evalúan utilizando un método llamado la puntuación de BLEU.
BLEU (Evaluación Bilingüe de Sustitución) es un algoritmo para evaluar la calidad del texto que ha sido traducido de un lenguaje natural a otro. La calidad se considera que es la correspondencia entre el trabajo de una máquina y el de un humano. BLEU fue uno de los primeros indicadores para lograr una alta correlación con los juicios humanos de calidad, y sigue siendo una de las métricas automatizadas y de bajo costo más populares.
Debido a que la traducción automática se basa en algoritmos estadísticos en lugar de traductores humanos, las traducciones automáticas que produce no siempre son del todo exactas. Microsoft Traductor ha introducido varias características de retroalimentación en sus productos, tales como el Marco de Traducciones Colaborativas, para permitir a los usuarios sugerir traducciones alternativas. Estas traducciones alternativas se integran en los algoritmos de Microsoft Translator para mejorar futuras traducciones.

## Los productos principales
Microsoft Traductor es una API basada en la nube que se integra en numerosos productos y servicios de Microsoft. La API de traducción puede ser utilizada por sí misma y puede ser personalizada para su uso en un entorno de pre-publicación o post-publicación. La API, que está disponible a través de suscripción, es gratuita para volúmenes de traducción bajos, y se cobra de acuerdo a un sistema de pago por niveles para volúmenes superiores a dos millones de caracteres por mes. Los productos principales restantes están disponibles de forma gratuita.

### API de Microsoft Traductor (o Microsoft Translator API)
La API de Microsoft Traductor es un servicio de traducción automática basado en la nube que se puede utilizar para crear aplicaciones, sitios web y herramientas que requieren soporte multi-idioma.
- Traducción de texto: La API se puede utilizar para traducir el texto en cualquiera de los idiomas soportados por el servicio.
- Traducción de habla: El traductor de la API de Microsoft es una API basada en un REST de extremo a extremo que se puede utilizar para crear aplicaciones, herramientas o cualquier otra solución que requiera la traducción de una conversación en múltiples idiomas. La traducción de voz a voz está disponible desde o para cualquiera de los idiomas de conversación, y la traducción de voz a texto está disponible desde los idiomas de conversación hacia cualquiera de los 52 sistemas de idiomas soportados.
- De texto a voz: El texto traducido se puede transformar en salida de voz usando la síntesis de voz.

### Marco de Traducciones Colaborativas (CTF)
El marco de Traducciones Colaborativas (CTF) es una extensión del Traductor API de Microsoft, que permite mejorar el texto traducido una vez ya publicado. Mediante el uso de la CTF, los lectores tienen la capacidad de sugerir traducciones alternativas a las que proporciona la API, o tomar una decisión sobre las alternativas ofrecidas anteriormente. Esta información se envía entonces a la API para la mejora de traducciones futuras.

### Centro de Traducción Microsoft (Microsoft Translation Hub)
El Centro de Traducción de Microsoft (Microsoft Translation Hub) permite a las empresas y a proveedores de servicios lingüísticos construir sus propios sistemas de traducción, que entiendan la terminología específica del negocio y de la industria. El Centro también puede ser usado conjuntamente con el CTF, permitiendo a los administradores aprobar los resultados del CTF y añadirlos directamente al Centro.
El Centro también se ha utilizado para la preservación del lenguaje, permitiendo a las comunidades crear sus propios sistemas de traducción de idiomas para la preservación cultural y del lenguaje. El Centro se ha utilizado para crear sistemas de traducción para idiomas como el hmong, el maya, el nepalí, y el galés.

### Recurso Traductor Web (Web Translator Widget)
El Recurso Traductor Web (Web Translator Widget) es una herramienta de traducción que puede ser añadido a páginas web pegando un fragmento predefinido de código JavaScript en la página. El recurso web se ofrece de forma gratuita desde Microsoft, y es compatible tanto en traducciones personalizadas anteriores a su publicación utilizando el Centro de Traducción, como en mejoras realizadas en su posterior publicación usando el Marco de Traducciones Colaborativas.

### Herramientas de Aplicación Multilingüe (Multilingüe App Toolkit (MAT)
El conjunto de Herramientas de Aplicación Multilingüe (MAT) es una herramienta integrada de Visual Studio, que permite a los desarrolladores agilizar la localización de la gestión informatizada de tareas en su entorno Windows, en su Windows Phone y en las aplicaciones del escritorio. MAT mejora la localización de la administración de archivos, el soporte de traducción y las herramientas de edición.

## Traductor web Bing (Bing Translator website)
El traductor de Bing (anteriormente Live Search Translator y Windows Live Translator) es un portal de traducción dirigido al usuario proporcionado por Microsoft como parte de los servicios de Bing para traducir textos o páginas web enteras en diferentes idiomas.  
Todos los pares de traducción son accionados por Microsoft Traductor. Dos pares de transliteración (entre chino (simplificado) y chino (tradicional)) son proporcionados por el equipo internacional de Microsoft Windows.
Al mes de mayo de 2025, Bing Translator ofrece traducciones en 103 idiomas y variantes de idiomas.  
Bing Translator puede traducir frases introducidas por el usuario o adquirir un enlace a una página web y traducir su totalidad.  
Al traducir una página web completa, o cuando el usuario selecciona "Traducir esta página" en los resultados de búsqueda de Bing, se muestra el visor bilingüe, que permite a los usuarios examinar el texto de la página web original y traducir en paralelo, apoyado por subrayados sincronizados, desplazamiento y navegación. Existen cuatro diseños de vista bilingüe:
- De lado a lado
- De arriba abajo
- Original con traducción flotante
- Traducción con suspensión original

El Traductor de Bing se integra con otros productos de Microsoft. La siguiente tabla muestra los productos en el que está integrado Bing Translator o puede estar integrado:
| Integrado en         | Significado de la integración                      |
| -------------------- | -------------------------------------------------- |
| Bing Instant Answers | Integrado                                          |
| Internet Explorer    | Un acelerador para Internet Explorer 8 o superior. |

## Productos compatibles
A través de su oferta de productos de base, Microsoft Traductor proporciona las características de la traducción de muchos productos de Microsoft a nivel de consumidor y empresa.
Estos productos se dividen ampliamente en tres categorías: productos de comunicación, Microsoft Office y aplicaciones.

### Comunicación
- Lync
- SharePoint
- Yammer
- Skype Translator

### Microsoft Office
- Excel
- OneNote
- Outlook
- PowerPoint
- Publisher
- Visio
- Word
- Word Online

### Aplicaciones
- Bing Translator
- Windows y Windows 10
- Windows Phone
- iPhone y Apple Watch
- Android phone and Android Wear
- Skype Translator

## Idiomas compatibles
Al mes de mayo de 2025, Microsoft Traductor soporta en total 103 idiomas y variantes de idiomas.
La lista de idiomas compatibles está disponible en el sitio web de Microsoft Traductor y también puede ser obtenida mediante programación a través de la API.
1. Afrikáans
2. Albanés
3. Alemán
4. Amhárico
5. Árabe
6. Armenio
7. Asamés
8. Azerbaiyano
9. Bashkir
10. Bengalí
11. Birmano
12. Bosnio
13. Búlgaro
14. Canarés
15. Cantonés (Tradicional)
16. Catalán
17. Checo
18. Chino (Literario)
19. Chino (Simplificado)
20. Chino (Tradicional)
21. Coreano
22. Criollo haitiano
23. Croata
24. Danés
25. Darí
26. Divehi
27. Eslovaco
28. Esloveno
29. Español
30. Estonio
31. Filipino
32. Finés
33. Fiyiano
34. Francés
35. Francés (Canadá)
36. Galés
37. Georgiano
38. Griego
39. Guyaratí
40. Hebreo
41. Hindi
42. Hmong
43. Húngaro
44. Indonesio
45. Inglés
46. Inuktitut
47. Irlandés
48. Islandés
49. Italiano
50. Japonés
51. Jemer
52. Kazajo
53. Kirguís
54. Klingon (Latino)
55. Klingon (pIqaD)
56. Kurdo (Septentrional) (Kurmanyi)
57. Kurdo (Central) (Sorani)
58. Lao
59. Letón
60. Lituano
61. Macedonio
62. Malayalam
63. Malayo
64. Malgache
65. Maltés
66. Maorí
67. Maratí
68. Maya Yucateco
69. Mongol (Cirílico)
70. Mongol (Tradicional)
71. Neerlandés
72. Nepalí
73. Noruego
74. Oriya
75. Otomí Querétaro
76. Pastún
77. Persa
78. Polaco
79. Portugués (Brasil)
80. Portugués (Portugal)
81. Punyabí
82. Rumano
83. Ruso
84. Samoano
85. Serbio (Cirílico)
86. Serbio (Latino)
87. Suajili
88. Sueco
89. Tahitiano
90. Tailandés
91. Tamil
92. Tártaro
93. Telugu
94. Tibetano
95. Tigriña
96. Tongano
97. Turco
98. Turcomano
99. Ucraniano
100. Uigur
101. Urdu
102. Uzbeko (Latino)
103. Vietnamita

## Socios de la comunidad
Microsoft Traductor se ha involucrado con socios de la comunidad para aumentar el número de idiomas y para mejorar la calidad general de la traducción de la lengua.
A continuación, hay una lista de socios de la comunidad con los que Microsoft Traductor se ha unido.
- Socios de la lengua de Hmong
- Universidad de Jawaharlal Nehru
- Asamblea Nacional para el País de Gales
- Tilde
- Traductores sin Fronteras

Además, Microsoft se ha asociado con el Instituto de lenguaje Klingon, que promueve la lengua Klingon, que se utiliza dentro del universo ficticio de Star Trek producido por Paramount y CBS Studios.
Klingon ha sido soportado por Microsoft Traductor desde mayo de 2013.